# Louis Roch Plomion
Louis Roch Plomion, né à Aizecourt-le-Bas (Somme) le 15 août 1764 et mort à Péronne le 21 août 1847, est un officier supérieur français d'infanterie.

## Biographie
Il entra au service le 11 novembre 1782 dans le 58e régiment d'infanterie de ligne, et fit les campagnes de 1782 à 1783 en Espagne, celle de 1790 en rade de Brest, et celle de 1791 en Amérique.
Caporal le 1er octobre 1790, il fut fait fourrier le 1er janvier 1791, et sergent le 15 mars 1792.
Il servit aux armées des Ardennes, du Nord et de Sambre-et-Meuse depuis 1792 jusqu'à l'an IV, se distingua particulièrement le 8 mai 1793 à l'affaire du bois de Bonne-Espérance, près Valenciennes, où il fut blessé d'un coup de feu à la jambe gauche. Passé à l'armée d'Italie il y fit la guerre de l'an V à l'an VIII inclusivement.
Le 30 prairial an VII, à la bataille de la Trebia, dans le village de Castel-San-Juan, accompagnant lui seul l'adjudant-major Reboul, de son bataillon, ils firent mettre bas les armes à un peloton de 20 soldats Autrichiens embusqués dans un jardin et les emmenèrent prisonniers.
Le 1er messidor, à la même affaire, le 3e bataillon de la 55e se trouvait exposé au feu meurtrier de deux pièces de canon qui portaient le ravage dans ses rangs. Le chef de brigade demande un sous-officier et 30 hommes de bonne volonté pour s'emparer de ces pièces. Le sergent Plomion sort des rangs le premier, il est bientôt suivi par les volontaires demandés. Ces braves soldats, sans s'inquiéter du danger qui les menace, traversent une colonne russe et s'emparent des pièces après avoir tué tous les canonniers qui les servaient ; mais, assaillis par des forces considérables, ils sont obligés d'abandonner les pièces après avoir combattu avec la plus rare intrépidité.
Lors de sa rentrée des prisons de l'ennemi, il alla rejoindre à Rouen le dépôt de son régiment. Le premier Consul, traversant cette ville peu de temps après, passa en revue la garnison, et il demanda si parmi les prisonniers rentrants il n'en était pas dont le courage fût resté sans récompense. Plomion lui fut présenté et reçut de lui un sabre d'honneur. Le brevet porte la date du 10 prairial an XI.
Il fit la campagne de l'an IX à l'armée de Batavie.
Sergent-major le 11 thermidor an XI, il fut promu sous-lieutenant le 7 vendémiaire an XII, fut employé à l'armée des côtes de l'Océan pendant les ans XII et XIII, et prit part aux guerres d'Autriche, de Prusse et de Pologne, de l'an XPV à 1807, avec la Grande Armée.
Lieutenant le 23 février 1807, il servit avec distinction en Espagne de 1808 à 1810, et fut nommé capitaine le 4 mars de cette dernière année.
Adjudant-major, chargé de l'habillement le 1er janvier 1813, il fut élevé au grade de chef de bataillon par décret impérial du 1er mars suivant.
Pendant la campagne de Saxe en 1813, le commandant Plomion donna de nouvelles preuves de son courage et de ses talents militaires, notamment à la bataille de Dresde, où il mérita la croix d'officier de la Légion d'honneur, dont le brevet lui fut expédié le 19 septembre 1813.
Prisonnier de guerre à la capitulation de Dresde, le 1er décembre de la même année, il rentra en France le 24 juillet 1814, fut mis en retraite le 1er août suivant, et se retira à Péronne, où il se vit entouré de l'estime et de la considération de ses concitoyens.
Le commandant Plomion compte trente-deux ans de services actifs et vingt-trois campagnes.

## Source
« Louis Roch Plomion », dans Charles Mullié, Biographie des célébrités militaires des armées de terre et de mer de 1789 à 1850, 1852 [détail de l’édition]